# Полтавский мясокомбинат
Полтавский мясокомбинат (укр. Полтавський м’ясокомбінат) — предприятие пищевой промышленности в Киевском районе города Полтава.

## История

### 1929—1991
15 марта 1926 года в Полтаве была введена в эксплуатацию беконная фабрика, в 1927 году — началось строительство мясохолодильника.
В 1929 году в соответствии с первым пятилетним планом развития народного хозяйства СССР в результате объединения ранее созданной беконной фабрики с колбасным цехом и мясохладобойни в Полтаве был создан мясоперерабатывающий комбинат, который был введён в эксплуатацию 8 ноября 1929 года. Вместе с основным производством, в 1929 году на мясокомбинате был введён в эксплуатацию первый в СССР цех по производству жильных струн для музыкальных инструментов.
Во второй половине 1930-х годов комбинат участвовал в стахановском движении, работник комбината И. Пятак стал одним из первых стахановцев среди работников мясной отрасли пищевой промышленности СССР.
В 1938 году была проведена модернизация предприятия, в результате которой производительность комбината увеличилась. В марте 1938 года мясокомбинат выпустил первую партию гематогена, в дальнейшем объёмы производства гематогена были увеличены до 2000 флаконов за смену.
После начала Великой Отечественной войны многие работники комбината ушли на фронт. В связи с приближением к городу линии фронта в 1941 году всё оборудование завода было эвакуировано в Чкалов.
После оккупации Полтавы немецкими войсками в сентябре 1941 года на Полтавском мясокомбинате была создана советская подпольная организация, объединившая свыше 40 человек, руководителем которой являлась Я. М. Мисецкая. Её участники вели антифашистскую агитацию, распространяли листовки среди населения, саботировали распоряжения оккупационных властей, выводили из строя оборудование, уничтожали фураж, предназначенный для немецкой армии. Кроме того, подпольщики создали денежный фонд, за счёт которого покупали продукты для передачи арестованным гестапо. Производственные помещения комбината были разрушены во время немецкой оккупации, но вскоре после освобождения города и окончания работ по разминированию территории началось восстановление предприятия. Первые поставки продукции для фронта, в больницы и столовые города мясокомбинат выполнил в конце 1943 года. К сентябрю 1944 года мясокомбинат возобновил выпуск продукции.
В 1946 году комбинат собственными усилиями отремонтировал двухэтажный кирпичный жилой дом (по адресу ул. Балакина, 10), который был сожжен немцами при отступлении из Полтавы. После завершения ремонтно-восстановительных работ дом был поставлен на баланс предприятия, в нём были расселены рабочие комбината.
В 1948 году на комбинате был введён в эксплуатацию консервный цех.
В дальнейшем, комбинат освоил выпуск хирургического шовного материала (стерильного кетгута в ампулах).
По состоянию на начало 1955 года Полтавский мясокомбинат и Полтавская кондитерская фабрика являлись крупнейшими предприятиями пищевой промышленности Полтавы и Полтавской области.
1 января 1967 года на территории комбината был установлен памятный знак работникам мясокомбината, погибшим в Великой Отечественной войне.

### После 1991
После провозглашения независимости Украины Полтавский мясокомбинат был включен в реестр государственных предприятий пищевой промышленности Украины, подконтрольных государственной службе ветеринарной медицины Украины.
В мае 1995 года Кабинет министров Украины включил комбинат в перечень предприятий, подлежащих приватизации в течение 1995 года. В результате реорганизации было образовано коллективное предприятие «Полтавский мясокомбинат».
В 2005 году стоимость выпущенной комбинатом продукции составила 58,6 млн. гривен. В 2006 году комбинат сократил объёмы производства в сопоставимых ценах на 6 % — до 55,052 млн гривен. В 2007 году в связи с повышением рыночных цен на говядину комбинат сократил объёмы производства мяса на 7,55 % — до 2,45 тыс. тонн и снизил объёмы производства колбасных изделий на 3 % — до 2,13 тыс. тонн, что привело к снижению общего объёма производства в сопоставимых ценах на 3 % — до 53,4 млн гривен. Тем не менее, в 2007 году на модернизацию производства было израсходовано 1,5 млн гривен, на предприятии были установлены две термокамеры польского производства для варки колбас, что позволило к началу 2008 года увеличить ассортимент выпускаемой продукции до 150 наименований.
Начавшийся в 2008 году экономический кризис и введение с 1 августа 2008 года новых государственных стандартов на производство мясных изделий (существенно ужесточавших требования к продукции) осложнили положение предприятия, к осени 2008 года комбинат перешёл на неполную рабочую неделю.
В 2010 году имела место попытка силового захвата предприятия рейдерами. В результате, производственная деятельность комбината была временно дезорганизована, и здания комбината взяли под охрану сотрудники спецподразделения «Титан» МВД Украины.
По состоянию на начало 2014 года Полтавский мясокомбинат входил в перечень ведущих промышленных предприятий Полтавы и являлся одним из крупнейших мясоперерабатывающих предприятий Украины. С целью оптимизации расходов, в январе 2014 года руководство комбината передало находившееся на балансе предприятия рабочее общежитие (по адресу ул. Павленковская, 18) в коммунальную собственность города.
В январе-сентябре 2014 года объёмы производства несколько сократились, в ноябре-декабре 2014 сокращение объёмов производства продолжалось. К началу 2015 года часть оборудования была демонтирована.